# Richard Stallman
Richard Matthew Stallman (New York, 16 marzo 1953) è un programmatore, informatico e attivista statunitense.
È tra i principali esponenti del movimento del software libero: nel settembre 1983 diede avvio al progetto GNU con l'intento di creare un sistema operativo simile a Unix, ma composto interamente da software libero: da ciò prese vita il movimento del software libero. Nell'ottobre del 1985 fondò la Free Software Foundation (FSF). Pioniere del concetto di copyleft, nel 1989 creò la GNU General Public License, una delle licenze libere più diffuse. Il 16 settembre 2019, Stallman rassegna le dimissioni dalla carica di presidente e dal consiglio di amministrazione della FSF.

## Biografia

### Origini e formazione
Stallman nasce in una famiglia ebrea, da Daniel Stallman e Alice Lippman nel 1953 a New York. La sua prima esperienza con i computer fu presso l'IBM New York Scientific Center: Stallman passò l'estate dopo il diploma di scuola superiore scrivendo il suo primo programma, un preprocessore per il linguaggio di programmazione PL/I sull'IBM 360. Durante questo periodo, Stallman fu anche un assistente di laboratorio volontario presso il dipartimento di biologia alla Rockefeller University.

### La carriera accademica
Sebbene si stesse già indirizzando verso una carriera da matematico o fisico, il suo professore alla Rockefeller pensò che avrebbe avuto un futuro come biologo. Nel giugno 1971 al primo anno da studente all'università di Harvard, Stallman diventò programmatore al laboratorio di Intelligenza artificiale del MIT. Qui fece parte della comunità degli hacker, dove era conosciuto con la sigla "rms" (nella prima edizione del dizionario dell'Hacker scrisse: Richard Stallman è solo il mio nome mondano; tu puoi chiamarmi "rms").
Stallman si laureò con lode (magna cum laude) alla Harvard in Fisica nel 1974. In seguito si iscrisse ad un corso post laurea in fisica al MIT, ma abbandonò gli studi, rimanendo al MIT come programmatore al laboratorio di intelligenza artificiale dell'istituto. Mentre era studente al MIT, Stallman pubblicò una relazione su “Truth Maintenance System” (revisione controllata) intitolata “dependency-directed backtracking” con Gerald Jay Sussman. Questa relazione fu un primo lavoro sul problema dell'”Intelligent backtracking” nel “constraint satisfaction problems” (soddisfazione dei vincoli).
Quando nel 1977 il laboratorio di computer science (LCS) del MIT installò un sistema di accesso limitato, controllato da password, Stallman trovò il modo per decifrare le password e inviò agli utenti un messaggio contenente la loro password decodificata, con il suggerimento di cambiarla con una stringa vuota (che significava non immettere password), per permettere nuovamente l'accesso anonimo al sistema. Circa il 20% degli utenti seguì il suo consiglio, sebbene gli accessi con password alla fine prevalsero. Stallman si vantò del successo nella sua campagna per molti anni a seguire.

### Il contrasto alcopyright
Nei tardi anni settanta e primi anni ottanta, la cultura hacker che Stallman portava avanti cominciò a frammentarsi. Per evitare che il software fosse usato sui computer dei concorrenti, la maggior parte dei produttori smise di distribuire il codice sorgente e cominciò a usare Copyright e licenze restrittive per il software, per limitarne o proibirne la copia e la redistribuzione. Tale proprietà dei software già esisteva prima, e divenne chiaro che sarebbe diventata la norma. Questo passaggio alle caratteristiche legali del software può essere considerato come una conseguenza di una legge (Copyright Act) del 1976, come dichiarato da Brewster Kahle, compagno di Stallman al MIT.
Quando Brian Reid nel 1979 mise delle time bombs (bombe a tempo) in Scribe per limitare l'accesso senza licenza al software, Stallman lo considerò “un crimine contro l'umanità”. Egli chiarì, anni dopo, che quello che lui considera un crimine non è far pagare i software, bensì ostacolare la libertà dell'utente. Nel 1980, a Stallman e ad alcuni altri hacker del laboratorio di intelligenza artificiale fu rifiutato il codice sorgente del software per la stampante laser Xerox 9700 (“Dover”), la prima del settore. Stallman aveva modificato il software su una vecchia stampante (la XGP, Xerographic Printer); con la sua modifica l'utente riceveva dalla stampante un messaggio elettronico che gli segnalava il completamento della stampa da lui richiesta.
Tutti gli utenti in coda di stampa erano avvertiti in caso di condizioni di congestione di code di stampa, in modo che l'utente si potesse attendere un ritardo nella stampa, e l'informazione necessaria per evitare altre congestioni. Vedere impedito questo servizio aggiuntivo, per l'indisponibilità del codice sorgente della stampante, non era un inconveniente trascurabile, dato che, come accadeva spesso, la stampante era unica per diversi utenti su diversi piani, e presso la stampante finivano per sostare diverse persone, a perdere tempo prezioso in attesa, o a districarsi fra le altrui stampe non ritirate. Questa esperienza convinse Stallman che le persone hanno bisogno di essere libere di modificare il software che usano.
Nel 1980, Richard Greenblatt, un compagno hacker del laboratorio AI, fondò Lisp Machines, Inc. (LMI) per commercializzare Lisp machines, che lui e Tom Knight avevano creato in laboratorio. Greenblatt rifiutò investimenti esterni, credendo che i profitti dalla costruzione e dalla vendita di un po' di macchine poteva essere reinvestito con profitto per la crescita della società. Al contrario, gli altri hacker ritenevano che fosse meglio l'avvicinamento di una venture capital finanziatrice. Poiché non fu possibile raggiungere alcun accordo, hacker dell'ultimo campo fondarono Symbolics, con l'aiuto di Russ Noftsker, un amministratore del laboratorio AI (AI Lab). Symbolics reclutò la maggior parte degli hacker rimasti incluso l'insigne hacker Bill Gosper, che poi lasciò il laboratorio AI.
Symbolics costrinse Greenblatt anche a dimettersi citando le politiche del MIT. Mentre entrambe le compagnie producevano software proprietario, Stallman credeva che LMI, a differenza di Symbolics, avesse provato ad evitare di danneggiare la comunità del laboratorio. Per due anni, dal 1982 alla fine del 1983, Stallman lavorò da solo per clonare la produzione dei programmatori di Symbolics, con lo scopo di evitare che essi ottenessero un monopolio sui computer del laboratorio. Comunque, fu l'ultimo della sua generazione di hacker nel laboratorio.
Rifiutò un futuro dove avrebbe dovuto firmare accordi di non divulgazione per non condividere codici sorgente o informazioni tecniche con altri sviluppatori di software e compiere altre azioni che considerava tradimenti dei suoi principi. Scelse invece di condividere il suo lavoro con altri, in quello che considerava un classico spirito di collaborazione. Sebbene Stallman non partecipasse negli anni sessanta all'era della controcultura, fu ispirato dal suo rifiuto della ricerca della ricchezza come primo obiettivo di vita. Stallman sostiene che gli utenti di software dovrebbero avere la libertà di “condividere con i loro vicini” e di essere in grado di studiare e fare modifiche al software che loro usano.
Ha ripetutamente detto che i tentativi dei venditori di software proprietario di proibire questi atti sono “antisociali” e “non etici”. La frase “il software vuole essere libero” gli è spesso non correttamente attribuita, e Stallman sostiene che questa è una descrizione inesatta della sua filosofia. Egli sostiene che la libertà è vitale per il bene degli utenti e della società come un valore morale, e non puramente per ragioni pragmatiche come sviluppare in qualche modo un software tecnicamente superiore. Per evitare eventuali influenze da parte del MIT, nel gennaio 1984 Stallman lasciò il suo lavoro per dedicarsi a tempo pieno al progetto GNU, che aveva annunciato nel settembre del 1983.

### Il Progetto GNU

Il logo GNU.

Stallman annunciò il progetto per il sistema operativo GNU nel settembre 1983 su molte mailing list ARPAnet e Usenet. Nel 1985, Stallman pubblicò il manifesto GNU, che descriveva le sue motivazioni per creare un sistema operativo libero chiamato GNU, che sarebbe stato compatibile con Unix. Il nome GNU è un acronimo ricorsivo per "GNU's Not Unix (GNU non è Unix)". Poco dopo, diede vita a una corporazione no profit chiamata Free Software Foundation per impiegare programmatori di software libero e fornire un'infrastruttura legale per il movimento del software libero.
Stallman è il CEO, un'organizzazione no-profit 501(c)(3) fondata nel Massachusetts. Nel 1985, Stallman inventò e rese popolare il concetto di copyleft, un meccanismo legale per proteggere i diritti di modifica e redistribuzione per il software libero. Fu inizialmente implementato nella GNU Emacs General Public License, e nel 1989 fu distribuito il primo programma indipendente sotto licenza GPL. Da allora, gran parte del sistema GNU è stato completato. Stallman fu responsabile di aver contribuito con molti strumenti necessari, inclusi un editor di testo, un compilatore, un debugger, un build automator (un metodo automatico di compilazione da codice sorgente a codice binario).

### Gli anni '90: GNU/Hurd e Linux
Quello che ancora mancava era il kernel. Nel 1990, membri del progetto GNU cominciarono lo sviluppo di un kernel chiamato GNU Hurd, che deve ancora raggiungere il livello di maturità richiesto per l'uso diffuso. Nel 1991, Linus Torvalds, uno studente finlandese, usò gli strumenti di sviluppo GNU per produrre il kernel Linux. I programmi esistenti del progetto GNU furono prontamente adattati per funzionare con il kernel linux ed ora molti sorgenti usano il nome “Linux” per riferirsi al sistema operativo general purpose risultante. Nella comunità del software libero ne è risultata una controversia sul nome da utilizzare per il nuovo sistema operativo. Stallman sostiene che non usare “GNU” sminuisce ingiustamente il valore del progetto GNU e nuoce alla sostenibilità del movimento del software libero rompendo il collegamento tra il software e la filosofia del software libero del progetto GNU.
Le influenze di Stallman sulla cultura hacker includono il nome POSIX e l'editor Emacs. Sui sistemi UNIX, la popolarità di GNU Emacs fece concorrenza all'altro editor vi, provocando una guerra fra editor. Stallman prese posizione su questo canonizzando scherzosamente se stesso come "St. IGNUcius" della Chiesa di Emacs e riconoscendo che "vi vi vi è l'editor del diavolo", mentre "usare una versione libera di vi non è un peccato, è una penitenza". Un numero di sviluppatori vide Stallman come un personaggio difficile con cui lavorare da un punto di vista politico, interpersonale o tecnico.
Intorno al 1992, sviluppatori alla Lucid Inc. facendo il loro lavoro su Emacs si scontrarono con Stallman e alla fine fecero un fork sul software. Il loro fork più tardi diventò XEmacs. Un archivio email pubblicato da Jamie Zawinski documenta le loro critiche e le risposte di Stallman. Ulrich Drepper, che Stallman aveva nominato per lavorare sul GNU libc per il Progetto GNU, pubblicò lamentele contro Stallman nelle note per la release di glibc 2.2.4. Drepper accusa Stallman di aver tentato una "scalata ostile " del progetto, riferendosi a lui come un "maniaco del controllo e matto da legare." Eric S. Raymond, che a volte proclama di parlare a nome di una parte dei membri del movimento open source, ha scritto molti articoli in toni aspramente critici, nei quali spiega il disaccordo del movimento con Stallman e il movimento per il software libero.
Nel 1999, Stallman sollecitò lo sviluppo di un'enciclopedia libera on-line invitando il pubblico a contribuire con articoli. L'enciclopedia, nella sua visione, avrebbe dovuto essere decentralizzata, aperta per la copia e la traduzione da parte di chiunque; e anche se idealmente aperta alla contribuzione di chiunque, avrebbe dovuto richiamare soprattutto l'attenzione degli insegnanti e degli studenti. Stallman si prefigurava una durata del progetto dell'ordine di 20-30 anni per poter avere copertura di tutti gli argomenti in tutte le lingue del mondo.
In Venezuela, Stallman ha pronunciato discorsi pubblici e ha promosso l'adozione di software libero nella compagnia petrolifera di stato (PDVSA), nel governo municipale, e nell'esercito della nazione. Sebbene di solito sostenitore di Hugo Chávez, Stallman ha criticato alcune politiche inerenti alla programmazione televisiva, i diritti per la libertà di parola e la privacy negli incontri con Chávez e nei discorsi pubblici in Venezuela. Stallman è nel Consiglio Consultivo di teleSUR, una stazione televisiva Latino-Americana.

### Gli anni 2000

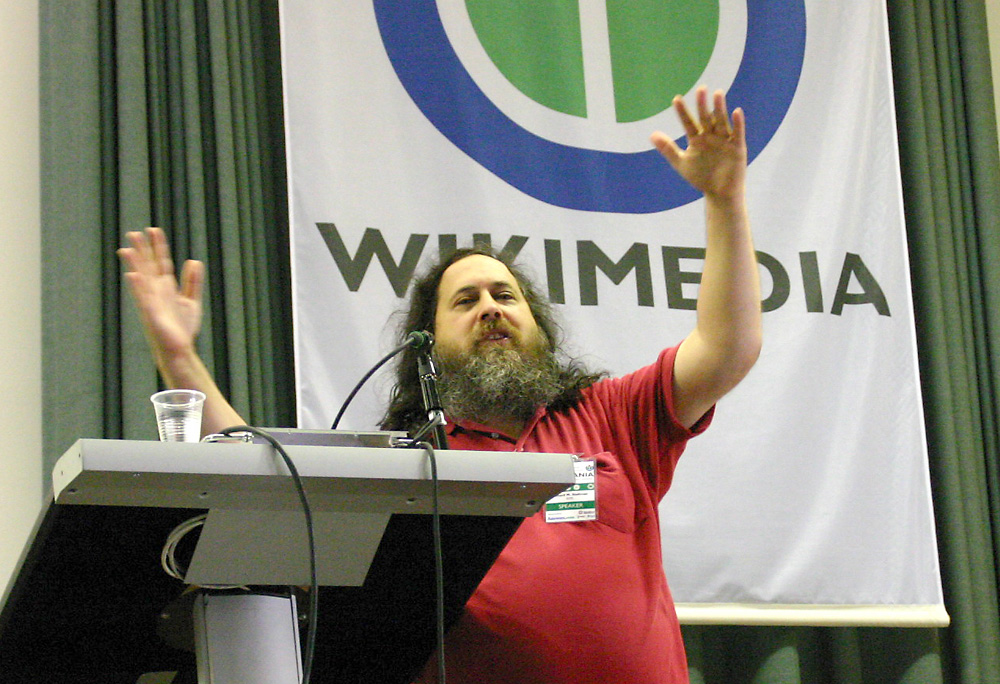
Stallman durante il suo intervento a Wikimania 2005 (Francoforte sul Meno)

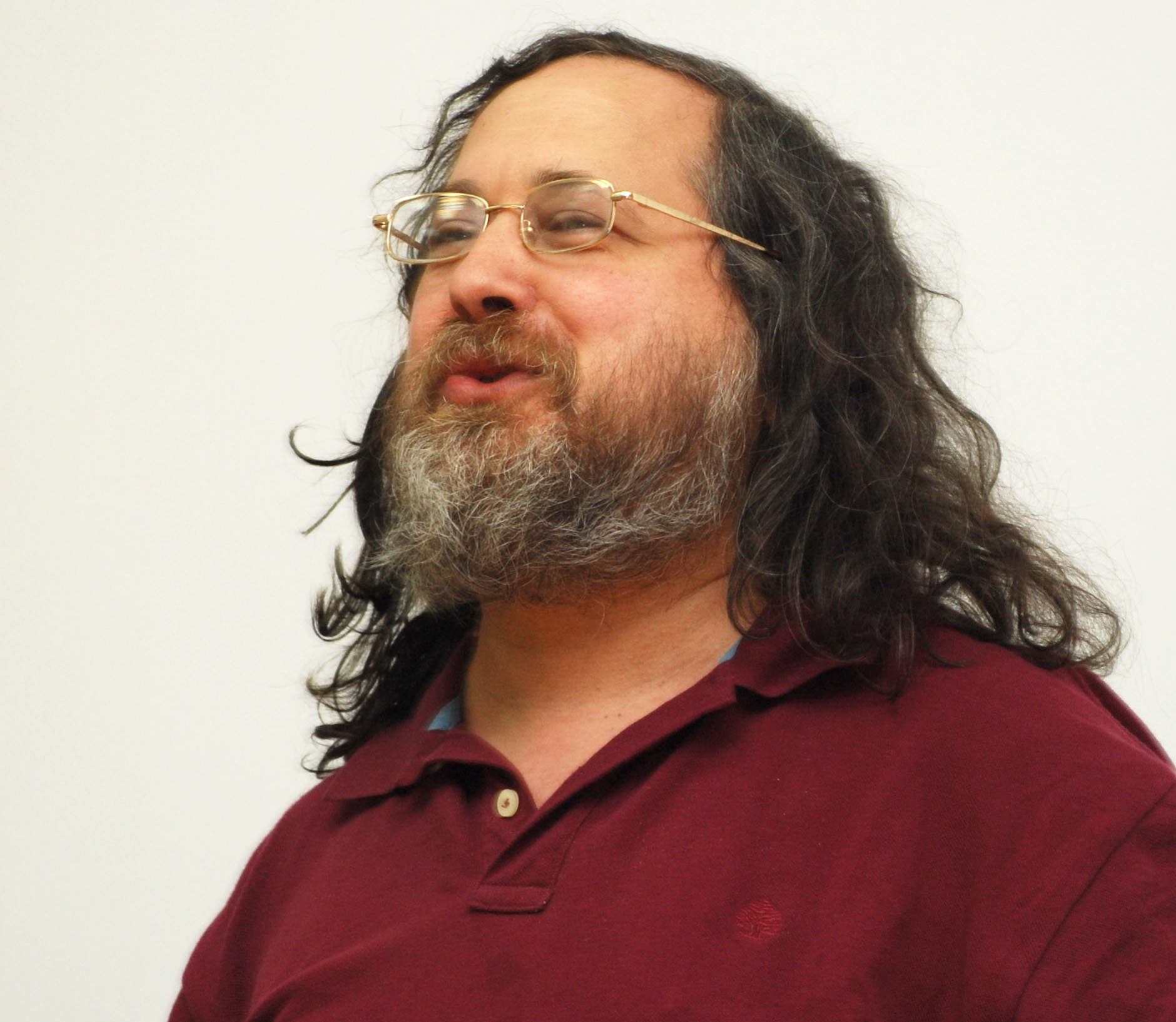
Stallman durante il suo intervento a Wikimania 2009 (Buenos Aires)

Nell'agosto del 2006, durante gli incontri con il governo dello Stato indiano del Kerala, convinse i funzionari ad abbandonare il software proprietario, come quello di Microsoft, nelle scuole statali. Questo è sfociato in una significativa decisione di portare tutti i computer scolastici di 12.500 scuole superiori da Windows a un sistema operativo libero. Dopo incontri personali, Stallman ha ottenuto dichiarazioni positive sul movimento del software libero dall'allora presidente dell'India, Dr. A.P.J. Abdul Kalam, dalla candidata alla presidenza francese nel 2007 Ségolène Royal, e dal presidente dell'Ecuador Rafael Correa. Nel 2006 e nel 2007, durante il diciottesimo mese della consultazione pubblica per la prima stesura della versione 3 della GNU General Public Licence, aggiunse un quarto tema per spiegare i cambiamenti proposti. La fedele difesa di Stallman per un software libero ispirò “Virtual Richard M. Stallman" (vrms), software che analizza i pacchetti correntemente installati su un sistema Debian GNU/Linux, e riporta quelli che derivano da un albero non libero. Stallman sarebbe stato in disaccordo con parti della definizione di software libero di Debian.
Con un commento ospitato dal quotidiano britannico The Guardian nel dicembre 2010 Stallman ha preso spunto dagli eventi legati al caso della pubblicazione di cablogrammi diplomatici statunitensi da parte di Wikileaks per riaffermare alcuni suoi convincimenti circa la natura non libera della rete Internet (definito come un "luogo virtuale" sostanzialmente privo di diritti civili, altrimenti esistenti nel mondo reale) e l'importanza del software libero per sfuggire al controllo effettuato in rete sugli individui da parte di grandi aziende e Stati. Oltre a definire gli attacchi DDoS ispirati da Anonymous contro importanti aziende online come Amazon e MasterCard l'equivalente informatico di una protesta di massa, Stallman ha affermato:
(Richard Stallman, The Anonymous WikiLeaks protests are a mass demo against control)

### Dimissioni dal MIT e dalla Free Software Foundation
Nell'agosto e settembre 2019, a causa delle vicende giudiziarie di Jeffrey Epstein, emerse che costui aveva fatto delle donazioni al MIT e, in seguito a ciò, il direttore del MIT Media Lab Jōichi Itō si dimise. Successivamente iniziò una discussione interna alla mailing list del MIT CSAIL listserv per protestare contro l'occultamento delle connessioni del MIT con Epstein. Nel thread, la discussione si è rivolta al defunto professore del MIT Marvin Minsky, il quale era stato nominato da Virginia Giuffre come una delle persone con cui Epstein le aveva ordinato di fare sesso. Giuffre, una minorenne all'epoca, era stata coinvolta nel giro di traffico sessuale minorile di Epstein. In risposta a un commento in cui si affermava che Minsky "è accusato di aver aggredito una delle vittime di Epstein", Stallman chiese se la parola "aggressione" fosse applicabile in quel caso, sostenendo che "lo scenario più plausibile è che lei si sia presentata a lui come del tutto disponibile. Supponendo che fosse stata costretta da Epstein, avrebbe avuto tutte le ragioni per nasconderlo alla maggior parte dei suoi associati". Alle contestazione da parte di altri membri della mailing list, aggiunse che "È moralmente assurdo definire 'stupro' in un modo che dipende da dettagli minori come il paese in cui si trovava o se la vittima aveva 18 o 17 anni". Stallman rimase critico nei confronti di Epstein e del suo ruolo, affermando: "Sappiamo che Giuffre era stata costretta a fare sesso - da Epstein. Era stata danneggiata".
I post di Stallman sono stati in seguito diffusi al pubblico tramite Medium da Selam Gano, e la rivista Vice ha pubblicato una copia della catena di posta elettronica fino a quel punto, il 13 settembre 2019, attirando l'attenzione sui commenti di Stallman. Molte persone hanno quindi iniziato a esaminare gli scritti passati di Stallman per trovare quelle che erano considerate dichiarazioni preoccupanti relative al sesso minorile e alle leggi statunitensi relative alla pedopornografia del 2013 e precedenti. Questo, insieme ai suoi commenti su Minsky, portò a diversi appelli per le dimissioni di Stallman. Il 14 settembre, Stallman ha riconosciuto che sin dai suoi scritti precedenti aveva appreso che c'erano problemi con il sesso minorile, scrivendo sul suo blog: "Attraverso conversazioni personali negli ultimi anni, ho imparato a capire come il sesso con un bambino può danneggiarlo psicologicamente. Questo mi ha fatto cambiare idea sulla questione: penso che gli adulti non dovrebbero farlo."
Il 16 settembre, Stallman annunciò le sue dimissioni sia dal MIT che dalla Free Software Foundation, "a causa delle pressioni sul MIT e su di me per una serie di incomprensioni ed errate interpretazioni". In un post sul suo sito web, Stallman ha affermato che i suoi post nelle mailing list non erano per difendere Epstein, affermando che "Niente potrebbe essere più lontano dalla verità. L'ho chiamato 'stupratore seriale' e ho detto che meritava di essere imprigionato. Ma molte persone ora credono che io l'abbia difeso - e altre affermazioni imprecise - e si sentono davvero ferite per quello che credono che io abbia detto. Mi dispiace per quella ferita. Vorrei aver potuto evitare il malinteso."

### Ritorno alla Free Software Foundation
Nel marzo 2021, alla conferenza LibrePlanet 2021, Stallman ha annunciato il suo ritorno al consiglio di amministrazione della FSF. Poco dopo, in risposta di ciò è stata pubblicata su GitHub una lettera aperta che chiedeva la sua rimozione, insieme all'intero consiglio di amministrazione della FSF, ricevendo oltre 3000 firme da membri della comunità del software libero. In concomitanza con la pubblicazione della lettera aperta di denuncia di Stallman, un'altra lettera aperta a suo sostegno è stata pubblicata su Github, ricevendo 6800 firme da membri o sostenitori della comunità del software libero.
Il consiglio di amministrazione della FSF il 12 aprile ha rilasciato una dichiarazione riaffermando la sua decisione di riaccogliere Richard Stallman. A seguito di ciò, Stallman ha rilasciato una dichiarazione in cui spiegava le sue scarse capacità sociali e si scusava di possibili malintesi. Molteplici organizzazioni hanno criticato, rimosso finanziamenti e/o interrotto i legami con l'FSF.
Nel 2023, in occasione del 40º anniversario del progetto GNU, Richard Stallman ha dichiarato di soffrire di un linfoma follicolare e di aver iniziato un ciclo di chemioterapia.

## Il pensiero

### Convinzioni personali
Stallman ha dedicato la maggior parte delle energie della sua vita all'attivismo politico e nel campo del software. Manifestando di curarsi poco dei beni materiali, spiega che ha "sempre vissuto grossolanamente... come uno studente, sostanzialmente. E mi piace questo, perché significa che il denaro non mi dice cosa fare". Per molti anni Stallman non ebbe una residenza permanente al di fuori del suo ufficio al laboratorio Computer Science and Artificial Intelligence Laboratory (CSAIL) del Massachusetts Institute of Technology (MIT), definendosi uno squatter (occupante abusivo) nel campus. La sua posizione di research affiliate al MIT non è pagata.
Riguardo alle proprie convinzioni religiose, in una nota a piè di pagina di un articolo che scrisse nel 1999, afferma: "Come ateo, io non seguo nessuna religione guida, ma qualche volta mi trovo ad ammirare qualcosa di quello che dicono." Stallman ha scelto di non festeggiare il Natale, celebrando invece il 25 dicembre una festa di sua invenzione, Grav-mass (un gioco di parole riferito a Christ-mas, Natale in lingua inglese). Il nome e la data sono riferiti a Isaac Newton, che nacque in quel giorno.
Quando gli vengono fatte domande sulle figure che l'hanno ispirato, risponde che ammira Mahatma Gandhi, Martin Luther King, Nelson Mandela, Aung San Suu Kyi, Ralph Nader, e Dennis Kucinich, commentando inoltre: "Io ammiro Franklin Delano Roosevelt e Winston Churchill, anche se critico alcune delle cose che hanno fatto". Stallman è un sostenitore del Green Party statunitense.
Stallman afferma di non possedere un telefono cellulare, poiché le tracce dei telefoni cellulari creano problemi per la riservatezza dei dati personali. Adora una grande varietà di stili musicali da Conlon Nancarrow al folk: la Canzone del Software Libero prende la forma di parole alternative per la danza folk bulgara Sadi Moma. Più recentemente scrisse un'imitazione della canzone folk cubana Guantanamera, riguardante un prigioniero alla base navale di Guantanamo Bay, e la registrò a Cuba con musicisti cubani.
Stallman è un appassionato di fantascienza, incluse le opere dello scrittore Greg Egan. Occasionalmente si reca a convention di fantascienza (ha scritto la Canzone del Software Libero mentre aspettava il suo turno per cantare a uno di questi convegni). Ha scritto due racconti di fantascienza, Il diritto di leggere (The Right to Read) e Ingegneria genietica (Jinnetic Engineering). Madrelingua inglese, Stallman parla in modo sufficientemente fluente anche francese e spagnolo tenendo i suoi discorsi di due ore in queste lingue, e rivendica una padronanza frammentaria di indonesiano. Tra i suoi hobby lo studio delle danze popolari internazionali, volare, cucinare, suonare il flauto dolce, la fisica, il fandom fantascientifico e, naturalmente, la programmazione informatica.

### Le dichiarazioni sulla morte di Steve Jobs
Il 6 ottobre 2011 Stallman ha pubblicato nel suo sito una discussa dichiarazione a seguito della morte di Steve Jobs:
(Richard Stallman)
Alcuni giorni dopo Stallman ha chiarito il senso della sua affermazione, definendo i dispositivi ideati da Jobs «computer con manette digitali più strette e ingiuste che mai. Li ha progettati per rifiutare di lasciare agli utenti persino la scelta di installare le proprie applicazioni – installare applicazioni libere (che rispettano il principio di libertà) è completamente proibito. Ha persino provato a rendere illegale installare il software non approvato da Apple».

### Il lessico
Stallman dà molta importanza alle parole e le etichette che la gente usa per parlare del mondo, incluse le relazioni tra il software e la libertà. Instancabilmente chiede alle persone di dire “software libero”, “GNU/Linux”, e di evitare il termine “proprietà intellettuale” o “pirateria” (legato ai computer). Le sue richieste che le persone usino certi termini, e i suoi continui sforzi per convincere la gente dell'importanza della terminologia, sono fonte di regolare incomprensione e contrasto con parti della comunità per un software libero e open source.
Uno dei suoi criteri per concedere un'intervista ad un giornalista è che il giornalista accetti di usare la sua terminologia dall'inizio alla fine dell'articolo. Alcune volte ha anche richiesto ai giornalisti di leggere parti della filosofia GNU prima di un'intervista, per “motivi di efficienza”. È conosciuto per aver rifiutato interventi su alcune questioni di terminologia. Stallman rifiuta un comune termine alternativo “open-source software” perché non fa venire in mente ciò che Stallman considera come valore del software: la libertà. Di conseguenza non informerà le persone sulle questioni della libertà, e non porterà la gente a dare valore e difendere la propria libertà.
Due alternative che Stallman accetta sono "libre software" e "unfettered software" (software senza restrizioni), comunque, "free software" è il termine che chiede alle persone di usare in inglese. Per ragioni simili, sostiene il termine "software proprietario" piuttosto che “closed source software"(sorgente chiuso), quando ci si riferisce ad un software che non è libero. Stallman chiede ripetutamente che il termine "GNU/Linux", che pronuncia "GNU Slash Linux", venga usato per riferirsi al sistema operativo creato dalla combinazione del sistema GNU e il kernel Linux. Stallman si riferisce a questo sistema operativo come “una variante GNU, ed il progetto GNU è il suo principale sviluppatore”. Reclama che la connessione tra la filosofia del progetto GNU e il suo software viene rotta quando le persone si riferiscono alla combinazione semplicemente come "Linux". A cominciare circa dal 2003, cominciò ad usare anche il termine “GNU+Linux” che pronuncia "GNU plus Linux".
Stallman sostiene che il termine “Proprietà Intellettuale” sia stato ideato per confondere le persone, e venga usato per evitare una discussione intelligente sulle specifiche di copyright, brevetti, e leggi sul marchio, rispettivamente, trattando senza distinzione aree di leggi che sono più dissimili che simili. Egli sostiene anche che riferendosi a queste leggi come leggi “di proprietà”, il termine influenza la discussione quando si pensa a come trattare queste questioni.
Un esempio di avvertimento per evitare altra terminologia offrendo anche suggerimenti per possibili alternative, è questo ciò che emerge da una email di Stallman a una mailing list pubblica:

## Il contributo all'informatica
Stallman ha scritto numerosi saggi sulla libertà del software e dai primi anni novanta è un attivista politico schietto a favore del movimento del software libero. I discorsi che ha regolarmente tenuto sono intitolati “Il progetto GNU e il movimento del software libero” (The GNU project and the Free Software movement), “I pericoli dei brevetti software” (The Dangers of Software Patents) e “Copyright e comunità nell'era delle reti di computer” (Copyright and Community in the age of computer networks). Dalla metà degli anni '90 spese molto del suo tempo sostenendo il software libero e promuovendo campagne contro i software proprietari, e ciò che a lui sembrava una eccessiva estensione delle leggi su copyright. Stallman ha anche sviluppato molti software ampiamente usati: Emacs, la GNU Compiler Collection e lo GNU Debugger.
Dal 2003, la tecnica introdotta da Stallman e Sussman è ancora il metodo più generale e potente di “Intelligent backtracking”. In questa relazione fu anche introdotta la tecnica “constraint recording” (memorizzazione dei vincoli) in cui risultati parziali di una ricerca sono registrati per un loro reiterato riutilizzo. Come hacker al laboratorio di intelligenza artificiale del MIT, Stallman lavorò su progetti di software come TECO, Emacs, e il sistema operativo per Lisp Machine. Fu fortemente critico sulla politica di limitazione dell'accesso ai computer dei laboratori impostata al MIT.
Stallman ha partecipato a proteste sui brevetti del software, DRM, e software proprietario. Protestando contro il software proprietario nell'aprile 2006, Stallman tenne un cartellone con scritto “Non comprate da ATI, nemico della vostra libertà” durante un discorso di un rappresentante dell'ATI nell'edificio dove Stallman lavora, con il risultato che fu chiamata la polizia. ATI da allora si è fusa con AMD e ha fatto piccoli passi per rendere la documentazione per il loro hardware disponibile all'uso della comunità del software libero. Stallman ha anche aiutato e supportato il tentativo di riportare online il progetto di una biblioteca on-line di spartiti musicali internazionali (International Music Score Library Project), dopo che era stata tolta il 19 ottobre 2007 in seguito a una lettera (cease and desist letter) della Universal Edition.

## Programmi importanti
I suoi software più conosciuti sono:
- Emacs - Editor MACroS
- GCC - GNU Compiler Collection[44]
- GDB - GNU Debugger[45]

## Premi e riconoscimenti
Stallman ha ricevuto numerosi riconoscimenti per il lavoro svolto, tra cui:
- 1986 - Affiliazione onoraria a vita nella Computer Society della Università di tecnologia Chalmers[46]
- 1990 - MacArthur Fellowship ("genius grant")[47]
- 1990 - Premio Grace Murray Hopper della Association for Computing Machinery "Per il lavoro pionieristico nello sviluppo dell'editor di testo estensibile Emacs"[48]
- 1996 - laurea honoris causa dal Istituto Reale di Tecnologia della Svezia[49]
- 1998 - Premio "Pioneer award" della Electronic Frontier Foundation[50]
- 1999 - Premio Yuri Rubinsky[51]
- 2001 - Premio "Takeda Techno-Entrepreneurship Award for Social/Economic Well-Being" della Fondazione Takeda (武田研究奨励賞)[52]
- 2001 - laurea honoris causa dalla Università di Glasgow[53]
- 2002 - Affiliazione alla United States National Academy of Engineering[54]
- 2003 - laurea honoris causa dalla Vrije Universiteit Brussel[55]
- 2004 - laurea honoris causa dalla Università Nazionale di Salta.[56]
- 2004 - Professore onorario della Università Nazionale di Ingegneria del Perù.[57]
- 2007 - Professore onorario della Universidad Inca Garcilaso de la Vega.[58]
- 2007 - Primo Premio Internacional Extremadura al Conocimiento Libre[59]
- 2007 - laurea honoris causa dalla Universidad de Los Angeles de Chimbote.
- 2007 - laurea honoris causa dalla Università di Pavia[60]
- 2008 - laurea honoris causa dalla Università Nazionale di Trujillo, in Perù
- 2009 - laurea honoris causa dalla Lakehead University[61][62]
- 2011 - laurea honoris causa dalla Università Nazionale di Córdoba.[63]

- 2012: Professore onorario della Universidad César Vallejo de Trujillo, in Perù

- 2012: laurea honoris causa, dalla Universidad Latinoamericana Cima de Tacna, in Perù
- 2012: laurea honoris causa, dalla Universidad José Faustino Sánchez Carrió, in Perù
- 2014: laurea honoris causa, dalla Concordia University, di Montréal[64]
- 2015: ACM Software System Award "For the development and leadership of GCC"[65]
- 2016: laurea honoris causa, dalla Université Pierre et Marie Curie[66]
- 2016: Social Medicine award, dalla GNU Solidario[67]

Nel 2007 è stato ascoltato, unitamente al prof. Arturo Di Corinto e a Bruce Perens in una audizione ufficiale dalla commissione cultura della Camera dei deputati italiana.

## Opere
(parziale)

### Pubblicazioni scientifiche
- Stallman, Richard M; Sussman, Gerald J (November 1975). Heuristic Techniques in Computer-Aided Circuit Analysis. CAS-22 (11). IEEE Transactions on Circuits and Systems.
- Stallman, Richard M; Sussman, Gerald J (1977). Forward Reasoning and Dependency-Directed Backtracking In a System for Computer-Aided Circuit analysis. Artificial Intelligence 9. pp. 135–196.
- Richard Stallman, Reevaluating Copyright: The Public Must Prevail, Oregon Law Review 75(1) 1996.
- Stallman, Richard M (2009). Viewpoint: Why "open source" misses the point of free software. Communications of the ACM 52(6). pp. 31–33. http://doi.acm.org/10.1145/1516046.1516058.
- Stallman, Richard M (2010). Is digital inclusion a good thing? How can we make sure it is?. 48. Communications Magazine, IEEE. pp. 112–118. https://dx.doi.org/10.1109/MCOM.2010.5402673.

### Libri di divulgazione
- Software libero pensiero libero - Volume primo, Viterbo, Stampa Alternativa, 2003. ISBN 978-88-7226-754-7.
- Software libero pensiero libero - Volume secondo, Viterbo, Stampa Alternativa, 2004. ISBN 978-88-7226-786-8.